# Aline Kuppenheim
Aline Küppenheim Gualtieri (Barcelona; 10 de agosto de 1969) es una actriz franco-chilena de teatro, cine y televisión, directora, creadora y realizadora de la compañía de teatro de marionetas Teatro y su Doble.
Es una de las actrices con más nominaciones al ya desaparecido Premio Altazor, con 7 en total; la primera, como actriz de reparto en la telenovela La fiera (1999), y la última, por su participación en la serie Ecos del desierto (2014). Cuenta con una dilatada carrera en cine, destacando su participación en el reparto de  Una mujer fantástica (2017), ganadora del Premio Óscar a mejor película internacional.

## Biografía

### Primeros años
De padre francés de la sangre alemana y madre chilena de la sangre francesa,  Kuppenheim vivió sus primeros años itinerando por distintos puntos de Europa, como consecuencia del oficio de sus padres -ambos artesanos-. Desde allí nace además su afición por el dibujo, ya que -según propia confesión- solía dibujar con tiza en las calles de París, mientras sus padres trabajaban.
Llega a Chile a principios de los años 80, donde cursa sus estudios en el Colegio La Girouette de Las Condes. Posteriormente estudia teatro en la academia Club de Teatro de Fernando González.

### Carrera artística
Debuta en telenovelas con la exitosa teleserie Ellas por ellas de Canal 13 interpretando a Victoria "Vicky". Después se cambia a TVN donde participa en las teleseries Trampas y caretas y Jaque mate, en esta última obtiene su primer papel importante como una de las protagonistas juveniles de la historia junto a Felipe Camiroaga. 
Posteriormente regresa a Canal 13 donde participa en teleseries como Champaña, El amor está de moda (donde debutó como cantante interpretando el tema central de la teleserie), Marrón Glacé, el regreso, Eclipse de luna y Amándote, para luego cambiarse nuevamente a TVN, donde obtiene su primer papel antagónico en la telenovela La fiera, protagonizada por Claudia Di Girolamo. Al finalizar esta teleserie, decide irse con su entonces marido, el actor Bastián Bodenhöfer a Francia pues el actor fue designado como agregado cultural de dicho país. 
En 2004, regresa a Chile y protagoniza Destinos cruzados y Entre medias, posteriormente es fichada por la productora Roos Film, para protagonizar la adaptación chilena de Montecristo, finalizando su paso por Mega, con una pequeña participación como actriz invitada en algunos capítulos de Fortunato, adaptación chilena de una popular tira argentina.
En televisión también ha participado en series como JPT: Justicia para todos, Cárcel de mujeres 2,.

En materia fílmica, participó en Sangre de Cuba (Dreaming of Julia), cinta en la que compartió créditos con actores como Gael García Bernal y Harvey Keitel. Celebrada fue su actuación en Machuca, donde personificó con gran solvencia a María Luisa Infante, una acomodada mujer inmersa en los cambios que provocó el golpe de Estado en el Chile de 1973.

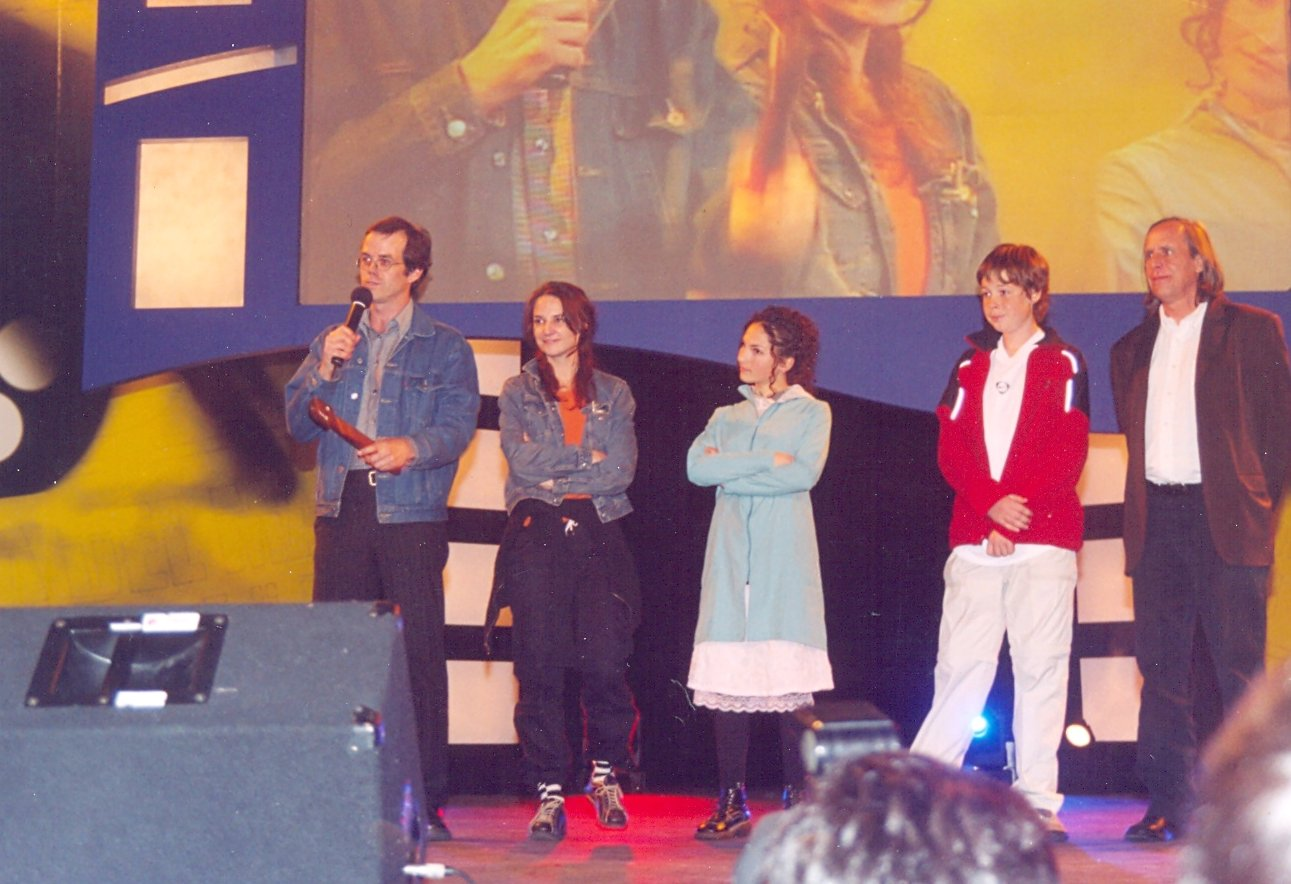
Andrés Wood, Aline Kuppenheim y Manuela Martelli durante la premiación de la película Machuca, en el Festival Internacional de Cine de Viña del Mar de 2004.

Para 2011 participa en Prófugos como la Fiscal Ximena Carbonell.
En 2017 destacó su participación en Una mujer fantástica, ganadora del premio Óscar a mejor película de habla no inglesa.
En 2022 protagonizó al lado de Claudia Di Girolamo, 42 días en la oscuridad de Netflix. En su semana de estreno, escaló en las primeras posiciones del listado de la plataforma de streaming. 42 días en la oscuridad se acomodó en el séptimo lugar de las series no habladas en inglés más exitosas, acumulando 9,9 millones de horas vistas desde su estreno.

## Vida personal
En el plano personal, Aline fue pareja de Álvaro Rudolphy y Luciano Cruz-Coke. Posteriormente contrae matrimonio con el actor Bastián Bodenhöfer (con quien tiene un hijo llamado Ian, nacido el año 2000). Esta unión finaliza en 2006.
Posteriormente inició una relación con el italiano Renzo Melai quien falleció el 23 de junio de 2008 luego de que su moto chocara con un camión en Peñalolén. La información, entregada por el diario La Tercera, señaló que Renzo se desempeñaba como guía de turismo aventura desde que llegó a Chile el año 2000.

## Filmografía
| Año  | Título                                            | Papel                       | Director                |
| ---- | ------------------------------------------------- | --------------------------- | ----------------------- |
| 1997 | Docteur Chance                                    | —                           | Frédéric-Jacques Ossang |
| 1998 | El hombre que imaginaba                           | Jimena                      | Claudio Sapiaín         |
| 2000 | Historias de sexo                                 | Mariana Vera / Valentina    | Antonia Olivares        |
| 2003 | Buscando a la señorita Hyde                       | Elisa                       | Pepe Maldonado          |
| 2003 | Sangre de Cuba                                    | Katia                       | Juan Gerard             |
| 2004 | Machuca                                           | María Luisa Infante         | Andrés Wood             |
| 2005 | Play                                              | Irene                       | Alicia Scherson         |
| 2005 | Alberto: ¿quién sabe cuánto cuesta hacer un ojal? | Julia Cruchaga              | Ricardo Larraín         |
| 2005 | El baño                                           | —                           | Gregory Cohen           |
| 2006 | Pecados                                           | Envidia                     | Martín Rodríguez        |
| 2007 | La buena vida                                     | Teresa                      | Andrés Wood             |
| 2007 | Malta con huevo                                   | Bárbara                     | Cristobal Valderrama    |
| 2008 | Turistas                                          | Carla Gutiérrez             | Alicia Scherson         |
| 2012 | Joven y alocada                                   | Teresa                      | Marialy Rivas           |
| 2014 | Allende en su laberinto                           | Miria Contreras «La Payita» | Miguel Littin           |
| 2015 | El bosque de Karadima                             | Leonor Leyton               | Matías Lira             |
| 2017 | Una mujer fantástica                              | Sonia Bunster               | Sebastián Lelio         |
| 2018 | Princesita                                        | Tamara (voz)                | Marialy Rivas           |
| 2022 | 1976                                              | Carmen                      | Manuela Martelli        |
| 2024 | Quizás es cierto lo que dicen de nosotras         | Ximena Heiremans            | Camilo Becerra          |
| 2025 | Detrás de la lluvia                               |                             | Valeria Sarmiento       |

## Televisión
| Año  | Título                   | Papel              | Notas           |
| ---- | ------------------------ | ------------------ | --------------- |
| 1991 | Ellas por ellas          | Victoria Andrade   |                 |
| 1992 | Trampas y caretas        | Antonia Fernández  |                 |
| 1993 | Jaque mate               | Carolina Möller    |                 |
| 1994 | Champaña                 | Valentina Garcés   |                 |
| 1995 | El amor está de moda     | Valeria Correa     |                 |
| 1996 | Marrón glacé, el regreso | Margot Derville    | Antagonista     |
| 1997 | Eclipse de luna          | Almendra Riva      | Papel principal |
| 1998 | Amándote                 | Susana Álvarez     | Papel principal |
| 1999 | La Fiera                 | Magdalena Ossandón | Antagonista     |
| 2004 | Destinos cruzados        | Laura Squella      | Papel principal |
| 2005 | Entre medias             | Maite Contreras    | Papel principal |
| 2006 | Montecristo              | Victoria Sáenz     | Papel principal |
| 2007 | Fortunato                | Rita Oyarzún       |                 |

| Año       | Título                          | Papel              | Notas                                    |
| --------- | ------------------------------- | ------------------ | ---------------------------------------- |
| 1994      | Soltero a la medida             | Ángela Soldi       |                                          |
| 1996      | Vecinos puertas adentro         | Daniela            | Papel principal                          |
| 2003-2005 | Justicia para todos             | Rocío Castañeda    | Papel principal                          |
| 2005      | Heredia y asociados             | Emilia Mollet      | Episodio: ¿Quién mató a Trinidad Mollet? |
| 2006      | El aval                         | Abril              | Papel principal                          |
| 2007      | Mujeres que matan               | Matilde            | Episodio: ¿?                             |
| 2008      | Cárcel de mujeres 2             | Francisca Ossandón | 2 episodios                              |
| 2011      | Divino tesoro                   | Maritza Paredes    |                                          |
| 2011-2013 | Prófugos                        | Ximena Carbonell   | [ 15 ]                                   |
| 2013      | Ecos del desierto               | Carmen Hertz       | Papel principal                          |
| 2015      | El bosque de Karadima           | Leonor Leyton      |                                          |
| 2016      | Bala loca                       | Ángela Sepúlveda   |                                          |
| 2017      | 12 días que estremecieron Chile | Carmen Haselberg   | Episodio: Caso Joannon                   |
| 2019      | En terapia                      | Alicia             | Papel principal                          |
| 2022      | 42 días en la oscuridad         | Verónica Montes    | Papel principal                          |
| 2023      | Los mil días de Allende         | Hortensia Bussi    | Papel principal                          |
| 2025      | La casa de los espíritus        | —                  | [ 20 ]                                   |

## Teatro
- Tres mujeres altas (1996)
- Tus deseos en fragmentos (2003)
- El taller de los celos (2004)
- El hombre vertical (2005)
- El capote (dirección y diseño) (2007)
- Buchettino (asistente de dirección) (2010)
- Sobre la cuerda floja (dirección y diseño) (2010)
- Feos (dirección) (2015)
- Pedro y el Lobo (dirección) (2019)
- El Hámster del Presidente (dirección y diseño) (2021)

## Premios y nominaciones

### Premio Altazor
| Año  | Categoría                  | Trabajo           | Resultado |
| ---- | -------------------------- | ----------------- | --------- |
| 2005 | Mejor Actriz de Televisión | Destinos cruzados | Nominada  |
| 2005 | Mejor Actriz de Cine       | Machuca           | Nominada  |
| 2006 | Mejor Actriz de Cine       | Play              | Nominada  |
| 2008 | Mejor Actriz de Cine       | La buena vida     | Nominada  |
| 2013 | Mejor Actriz de Cine       | Joven y alocada   | Nominada  |
| 2014 | Mejor Actriz de televisión | Ecos del desierto | Ganadora  |

### Premio APES
| Año  | Categoría                             | Trabajo           | Resultado |
| ---- | ------------------------------------- | ----------------- | --------- |
| 1999 | Mejor actriz principal en televisión  | Amándote          | Nominada  |
| 2000 | Mejor actriz de soporte en televisión | La fiera          | Nominada  |
| 2005 | Mejor actriz principal en televisión  | Destinos cruzados | Nominada  |

### Premio Caleuche
| Año  | Categoría                                         | Trabajo                                   | Resultado |
| ---- | ------------------------------------------------- | ----------------------------------------- | --------- |
| 2016 | Mejor actriz de soporte en cine                   | El bosque de Karadima                     | Nominada  |
| 2016 | Mejor actriz de soporte en series y/o miniseries  | El bosque de Karadima, la serie           | Nominada  |
| 2017 | Mejor actriz de soporte en series y/o miniseries  | Bala loca                                 | Nominada  |
| 2018 | Mejor actriz de soporte en cine                   | Una mujer fantástica                      | Nominada  |
| 2018 | Mejor actriz protagónica en series y/o miniseries | 12 días (Caso Joannon)                    | Nominada  |
| 2023 | Mejor actriz protagónica en cine                  | 1976                                      | Ganadora  |
| 2024 | Mejor actriz de soporte en series y/o miniseries  | En Terapia                                | Nominada  |
| 2025 | Mejor actriz protagónica en cine                  | Quizás es cierto lo que dicen de nosotras | Nominada  |

### Premio Pedro Sienna
| Año  | Categoría                                 | Trabajo               | Resultado |
| ---- | ----------------------------------------- | --------------------- | --------- |
| 2006 | Mejor Interpretación Secundaria Femenina  | Play                  | Nominada  |
| 2008 | Mejor Interpretación Protagónica Femenina | La buena vida         | Ganadora  |
| 2010 | Mejor Interpretación Protagónica Femenina | Turistas              | Nominada  |
| 2016 | Mejor Interpretación Secundaria Femenina  | El bosque de Karadima | Nominada  |
| 2019 | Mejor Interpretación Secundaria Femenina  | Una mujer fantástica  | Ganadora  |
| 2023 | Mejor Interpretación Protagónica Femenina | 1976                  | Nominada  |

### Otros premios
| Año  | Premio                                                   | Categoría                           | Trabajo           | Resultado |
| ---- | -------------------------------------------------------- | ----------------------------------- | ----------------- | --------- |
| 2004 | Revista WIKEN                                            | Mejor Actriz Secundaria             | Machuca           | Ganadora  |
| 2004 | Revista WIKEN                                            | Mejor Actriz Televisiva del Año     | Destinos cruzados | Ganadora  |
| 2006 | Premios Fotech                                           | Mejor actriz principal en teleserie | Montecristo       | Ganadora  |
| 2008 | Festival de Cine de Biarritz                             | Premio de Actuación                 | La buena vida     | Ganadora  |
| 2022 | Festival Internacional de Cine de Lima                   | Premio de Actuación                 | 1976              | Ganadora  |
| 2022 | Festival Internacional de Cine de Santiago de Compostela | Premio de Actuación                 | 1976              | Ganadora  |
| 2022 | Festival Internacional de Cine de Tokio                  | Mejor actriz                        | 1976              | Ganadora  |
| 2023 | Círculo de Críticos de Arte                              | Mejor interpretación                | 1976              | Ganadora  |
| 2023 | Premios Platino                                          | Mejor actriz principal cine         | 1976              | Nominada  |
| 2023 | Revista Rolling Stone                                    | Actuación del año                   | 1976              | Nominada  |